# Indicatif régional 564

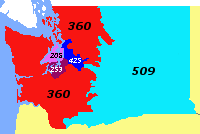
Carte de l'État de Washington avec les territoires de ses indicatifs régionaux actuels.

L'indicatif régional 564 sera l'un des indicatifs téléphoniques régionaux de l'État de Washington aux États-Unis. Cet indicatif desservira la partie ouest de l'État incluant Seattle. Il sera implanté par chevauchement sur les indicatifs régionaux 206, 253, 360 et 425.
La carte ci-contre indique les territoires couverts par les indicatifs régionaux actuels de l'État.
L'indicatif régional 564 fait partie du Plan de numérotation nord-américain.

## Source
- (en) Cet article est partiellement ou en totalité issu de l’article de Wikipédia en anglais intitulé « Area code 564 » (voir la liste des auteurs).